# Атыра (футбольный клуб)
«Атыра» (исп. Atyrá) — парагвайский футбольный клуб из одноимённого города. Выступает в Втором дивизионе Парагвая. Домашней ареной является стадион Сан-Франциско де Асис, вмещающий 15 тысяч зрителей

## История
Клуб основан 7 апреля 2018 года на базе команд из Лиги Атыра. По итогам сезона 2017/18 команда Лиги Атыра под руководством Хуана Мануэля Баттальи вышла в финал парагвайской межлиги (третий по уровню дивизион), где обыграла Лигу Пиларенсе, получив право выступить во втором дивизионе страны. Кроме того, в 2018 году команда завоевала Кубок Сан-Исидро, турнире где играют команды Парагвая и Уругвая.
Для участие во втором парагвайском дивизионе был приглашён экс-футболист Анхель Мартинес под руководством которого команда заняла итоговое четвёртое место. В сезонах 2021 и 2022 команда выступила менее успешно, занимая 10 и 9 места соответственно. Летом 2023 года состав команды пополнили россияне Роман Клюкин, Михаил Борисов, Михаил Пашкин и Максим Яковлев, которые стали первыми в истории футболистами из России в парагвайском футболе. По состоянию на август 2023 года «Атыра» занимает 13 место в турнирной таблице второго дивизиона.

## Статистика
| Сезон | Дивизион                 | Место в чемпионате | И  | В  | Н  | П  | ГЗ | ГП | О  | Кубок Парагвая | Прим.         |
| ----- | ------------------------ | ------------------ | -- | -- | -- | -- | -- | -- | -- | -------------- | ------------- |
| 2019  | Второй дивизион Парагвая | 4 из 16            | 30 | 13 | 10 | 7  | 43 | 39 | 49 | 1/8 финала     | [ 7 ]         |
| 2021  | Второй дивизион Парагвая | 10 из 18           | 34 | 10 | 13 | 11 | 47 | 45 | 43 | 1/32 финала    | [ 8 ] [ 9 ]   |
| 2022  | Второй дивизион Парагвая | 9 из 16            | 30 | 10 | 6  | 14 | 24 | 28 | 36 | Второй этап    | [ 10 ] [ 11 ] |
| 2023  | Второй дивизион Парагвая |                    |    |    |    |    |    |    |    |                | [ 6 ] [ 12 ]  |